# Пуцалине
Пуцалине (Colutea) је род жбунова сличних представницима рода Caragana, али се од њих разликују по непарно перастим листовима, одсуством бодљикавог залишћа. Зигоморфни цветови су у усправним гроздовима. Плодови, махуне на петељкама, мехурасти, опнасти, надувени, остају затворени или се отварају на врху малом пукотином. 
Име рода долази од грчке речи κοῖλος — шупаљ; због мехурастих плодова. Обухвата око 25 врста које су распрострањене у јужној Европи, западној и северној Африци као и западној Азији.

## Врсте
- Colutea abyssinica Kunth et Bouche
- Colutea acutifolia Shap.
- Colutea afghanica Browicz
- Colutea arborescens L.
- Colutea armata Hemsl. et Lace
- Colutea armena Boiss. et A.Huet
- Colutea atabaevii B.Fedtsch.
- Colutea atlantica Browicz
- Colutea brachyptera Sumnev.
- Colutea buhsei (Boiss.) Shap.
- Colutea cilicica Boiss. et Balansa
- Colutea delavayi Franch.
- Colutea gifana Parsa
- Colutea gracilis Freyn et Sint.
- Colutea jarmolenkoi Shap.
- Colutea komarovii Takht.
- Colutea media Willd.
- Colutea multiflora Ali
- Colutea nepalensis Sims
- Colutea orientalis Mill.
- Colutea paulsenii Freyn
- Colutea persica Boiss.
- Colutea porphyrogramma Rech.f.
- Colutea tomentosa (DC.) Thunb.
- Colutea uniflora Beck